# Pyropyga modesta
Pyropyga modesta är en skalbaggsart som beskrevs av Green 1961. Pyropyga modesta ingår i släktet Pyropyga och familjen lysmaskar. Inga underarter finns listade i Catalogue of Life.